# Municipio de Center (condado de Prairie)
El municipio de Center (en inglés: Center Township) es un municipio ubicado en el condado de Prairie en el estado estadounidense de Arkansas. En el año 2010 tenía una población de 474 habitantes y una densidad poblacional de 5,62 personas por km².

## Geografía
El municipio de Center se encuentra ubicado en las coordenadas 34°50′45″N 91°38′37″O / 34.84583, -91.64361. Según la Oficina del Censo de los Estados Unidos, el municipio tiene una superficie total de 84.31 km², de la cual 81,96 km² corresponden a tierra firme y (2,78 %) 2,34 km² es agua.

## Demografía
Según el censo de 2010, había 474 personas residiendo en el municipio de Center. La densidad de población era de 5,62 hab./km². De los 474 habitantes, el municipio de Center estaba compuesto por el 98,52 % blancos, el 1,05 % eran afroamericanos y el 0,42 % eran de una mezcla de razas. Del total de la población el 0 % eran hispanos o latinos de cualquier raza.